# فرودگاه ویجو

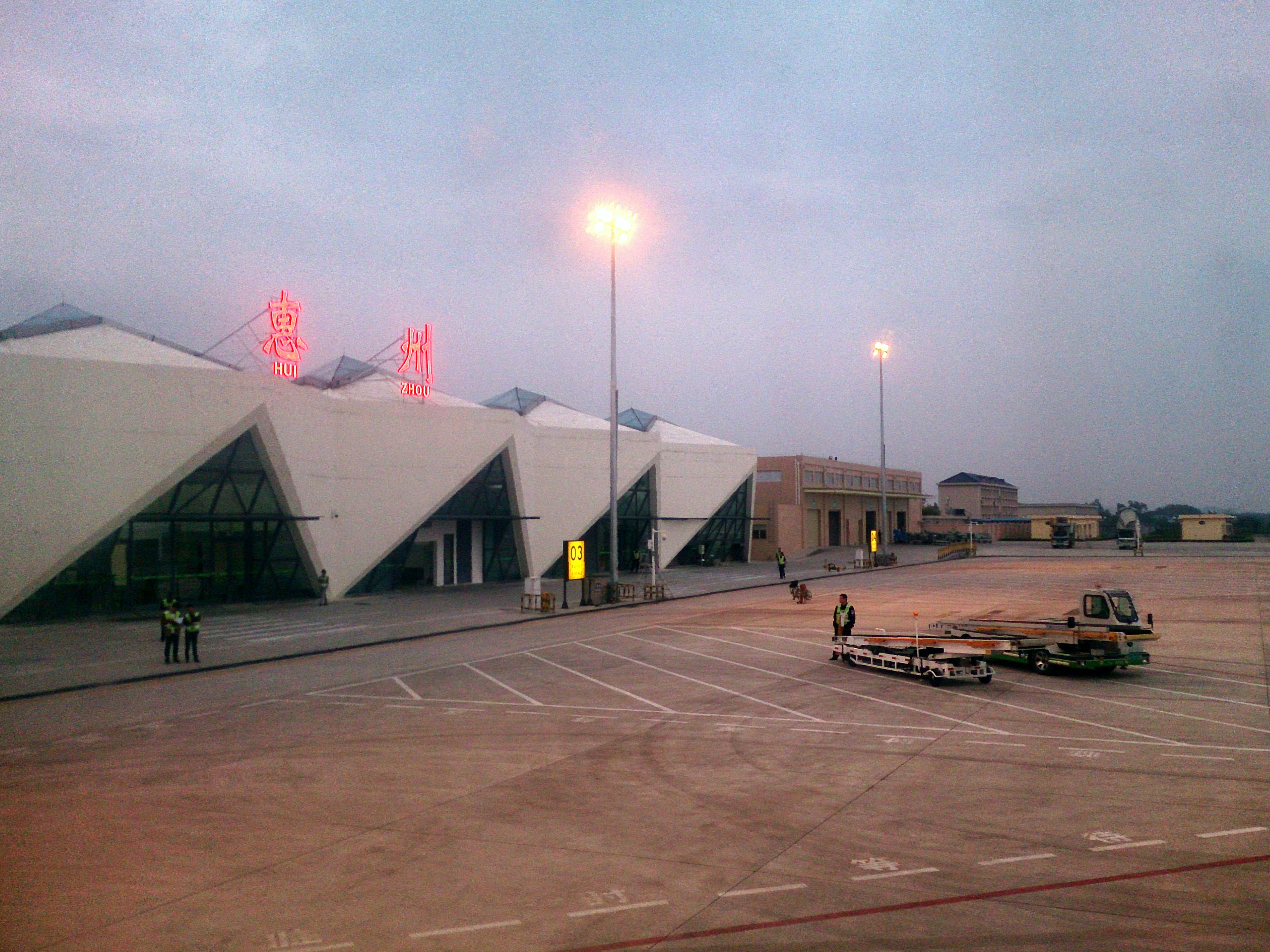
فرودگاه ویجو

فرودگاه ویجو (به انگلیسی: Huizhou Airport) یک فرودگاه نظامی و همگانی با کد یاتا HUZ است . این فرودگاه در کشور چین قرار دارد .

## شرکت‌های هواپیمایی و مقصدهای پروازی
| شرکت‌های هواپیمایی      | مقصدهای پروازی                                                    |
| ---------------------- | ----------------------------------------------------------------- |
| ایر چاینا              | چنگدو شوانگلیو                                                    |
| هواپیمایی شرقی چین     | نانچانگ چانگبی, کینگدائو لیوتینگ                                  |
| چاینا یونایتد ایرلاینز | پکن نانیوان                                                       |
| چونگ‌کینگ ایرلاینز      | چنگچینگ ییانگبی                                                   |
| جونیائو ایرلاینز       | هانگجو ژیاشان، نانجینگ لوکو، شانگهای پودنگ，لانگ‌دونگ‌بائو گوئی‌یانگ |
| Kunming Airlines       | کونمینگ چانگشوی                                                   |
| تیانجین ایرلاینز       | شی‌آن شیان‌یانگ، هایکو میلان                                        |
| GX Airlines            | نانینگ ووژو، جینان یاکیانگ                                        |
| اوکی ایرویز            | چانگشا هوانگهوا                                                   |